# Magliano in Toscana
Magliano in Toscana is een gemeente in de Italiaanse provincie Grosseto (regio Toscane) en telt 3747 inwoners (31-12-2004). De oppervlakte bedraagt 251,3 km², de bevolkingsdichtheid is 15 inwoners per km².
De volgende frazioni maken deel uit van de gemeente: Montiano, Pereta.

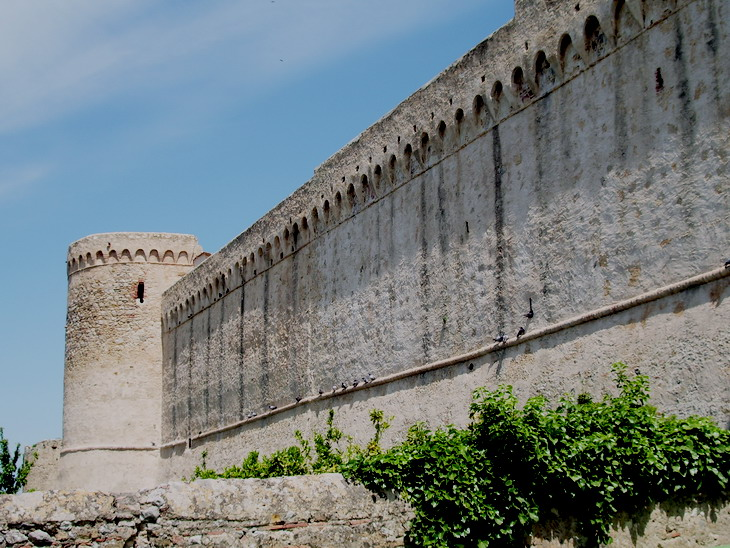
Stadsmuur van Magliano
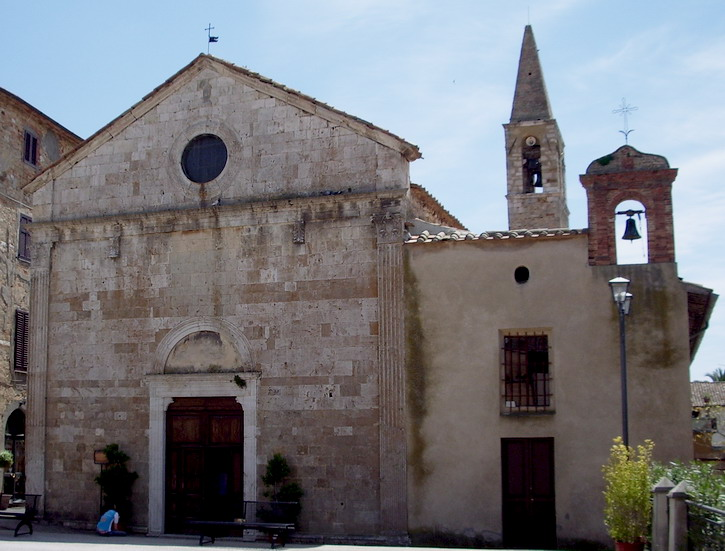
Kerk van St. Johannes de Doper in Magliano
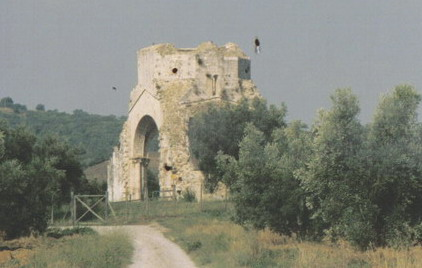
Klooster van San Bruzio

## Demografie
Magliano in Toscana telt ongeveer 1468 huishoudens. Het aantal inwoners daalde in de periode 1991-2001 met 8,9% volgens cijfers uit de tienjaarlijkse volkstellingen van ISTAT.
| Jaar | Inwoneraantal |
| ---- | ------------- |
| 1991 | 4082          |
| 2001 | 3719          |

## Geografie
De gemeente ligt op ongeveer 128 meter boven zeeniveau.
Magliano in Toscana grenst aan de volgende gemeenten: Grosseto, Manciano, Orbetello, Scansano.